# 피터 애덤스
피터 애덤스(Peter Adams, 1938년 5월 18일 ~ 1999년 12월 13일)는 뉴질랜드의 배우, 영화배우, 텔레비전 배우이다.
마너와투왕거누이 지방의 타우마루누이 출신으로 1999년 멜버른에서 암으로 사망하였다.

## 방송
- 조로

## 영화
- 가간투아 (1998년)
- 로드 러브 어 덕 (1966년)
- 미드나잇 레이스 (1960년)
- 조로 (1957년)
- 페리 메이슨 (1957년)
- 감옥록 (1957년)
- 오마르 하이얌 (1957년)
- 우주 전쟁 (1953년)
- 팻과 마이크 (1952년)
- 터너바웃 (1940년)